# Mondfinsternis vom 17./18. Mai 371 v. Chr.
Die in babylonischen Quellen notierte Mondfinsternis vom 17./18. Mai 371 v. Chr. gehört zur Gattung der ACT-Texte. Besondere Bedeutung erlangte diese Aufzeichnung durch Bezug auf den achämenidischen König Artaxerxes II. Heute befindet sich die Keilschrifttafel BM 32238 im British Museum zu London.

## Babylonische Erwähnung
Bei dem erwähnten astronomischen Ereignis handelte es sich um eine partielle Mondfinsternis, die aufgrund der Angaben im Keilschrifttext genau zu datieren war. Die Mondfinsternis fiel in ein Schaltjahr des babylonischen Kalenders und begann in den späten Abendstunden des 17. Mai 371 v. Chr. Der Schreiber des babylonischen Keilschrifttextes vermerkte die genaue Zeitangabe der Mondfinsternis:

„[Artaxerxes II. 34. Jahr]: In der Nacht vom [...] des zweiten Monats (Ajaru) begann 1,6 BERU (66 deg; etwa 190 Minuten) nach Sonnenuntergang die Bedeckung des Mondes. Während der Mondfinsternis stand Saturn über (dem Sternbild) Skorpion.“